# Cryphia ochrota
Cryphia ochrota là một loài bướm đêm trong họ Noctuidae.